# Marius Cheregi
Marius Cheregi (Oradea, 4 ottobre 1967) è un ex calciatore rumeno, di ruolo centrocampista.

## Palmarès

### Club

#### Competizioni nazionali
- Campionato rumeno: 1

Dinamo Bucarest: 1991-1992
- Campionato ungherese: 1

Ferencváros: 2000-2001
- Coppa d'Ungheria: 1

Ferencváros: 2002-2003

#### Competizioni internazionali
- Coppa dei Balcani: 1

Samsunspor: 1993-1994